# Raderhof
Raderhof ist eine Hofschaft mit Pferdehaltung in Leichlingen (Rheinland) im Rheinisch-Bergischen Kreis.

## Lage und Beschreibung
Raderhof liegt abgelegen von anderen Wohnplätzen nördlich von Witzhelden in den von der Leichlinger Hochfläche zum Unteren Wuppertal abfallenden Hängen. Die Ausläufer der Hochfläche zum Talraum hin werden Wupperberge genannt, die nahe Wupper bildet die Stadtgrenze zu Solingen. Nördlich von Raderhof befindet sich das Naturschutzgebiet Wupperhänge mit Seitensiefen und der Wupper nördlich Witzhelden und Leichlingen. Der Ort ist über eine Zufahrt erreichbar, die bei Scharweg von der Landesstraße L359 abzweigt.
Weitere Nachbarorte sind Wolfstall, Orth, Herscheid und Flamerscheid auf Leichlinger und Glüder. Balkhauser Kotten, Haus Hohenscheid, I., II. und III. Balkhausen auf Solinger Stadtgebiet jenseits der Wupper. Bei Raderhof entspringt der Raderhofer Bach.
Am Raderhof stehen ca. 35 Pferde, von denen einige den Besitzern des Hofes gehören, andere auch privaten Einstellern.  

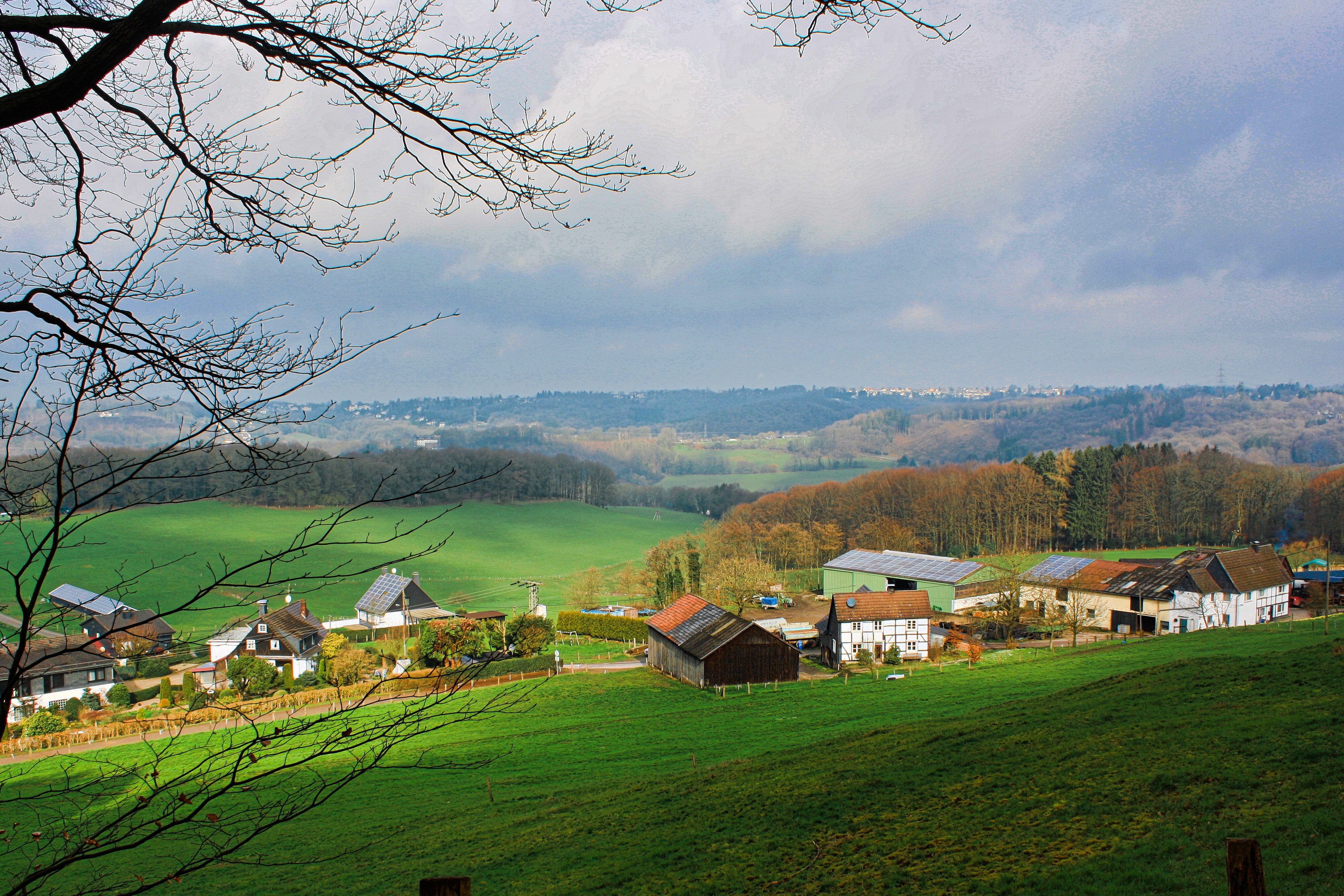

Außerdem züchten die Eigentümer Rinder für die Fleisch- und Milchproduktion.

## Geschichte
Die Karte Topographia Ducatus Montani aus dem Jahre 1715 zeigt den Hof unter dem Namen Roderhof. Im 18. Jahrhundert gehörte der Ort zum Kirchspiel Leichlingen im bergischen Amt Miselohe. Die Topographische Aufnahme der Rheinlande von 1824 und die Preußische Uraufnahme von 1844 verzeichnen den Ort beide als Raderhof. 
1815/16 lebten 22 Einwohner im Ort. 1832 gehörte Raderhof unter dem Namen Rohderhoff dem Kirchspiel Witzhelden der Bürgermeisterei Burscheid an. Der laut der Statistik und Topographie des Regierungsbezirks Düsseldorf als Hofstadt kategorisierte Ort besaß zu dieser Zeit vier Wohnhäuser und sechs landwirtschaftliche Gebäude und es lebten 19 Einwohner im Ort, allesamt evangelischen Glaubens.
Aufgrund der Gemeindeordnung für die Rheinprovinz erhielt 1845 das Kirchspiel Witzhelden den Status einer Gemeinde, schied aus der Bürgermeisterei Burscheid aus und bildete ab 1850 eine eigene Bürgermeisterei. Im Gemeindelexikon für die Provinz Rheinland werden 1885 vier Wohnhäuser mit 21 Einwohnern angegeben. 1895 besitzt der Ort vier  Wohnhäuser mit 21 Einwohnern, 1905 drei Wohnhäuser und 24 Einwohner.
Am 1. Januar 1975 wurde die Gemeinde Witzhelden und damit auch der Raderhof in Leichlingen eingemeindet.